# Oumarou Fadil
Pour les articles homonymes, voir Oumarou et Fadil.
Oumarou Fadil, né le 4 avril 1966 à Garoua, est un homme d'affaires et homme politique camerounais. Il est le fils du capitaine d'industrie camerounais Elhadj Fadil Abdoulaye, fondateur du groupe Fadil, un groupe agro-industriel d'Afrique centrale.

## Origines et famille
Ses parents sont originaires de la région du nord, il s’agit d’El Hadj Fadil Abdoulaye Hassoumi (le père) et Hadja Hawa Doudou (la mère). Ils sont respectivement originaires du village de Rabinga Salam et de Garoua. Ils sont tous deux issus de l’ethnie peule (foulbé), une tribu dont les principales activités économiques sont basées sur l’élevage et le commerce.

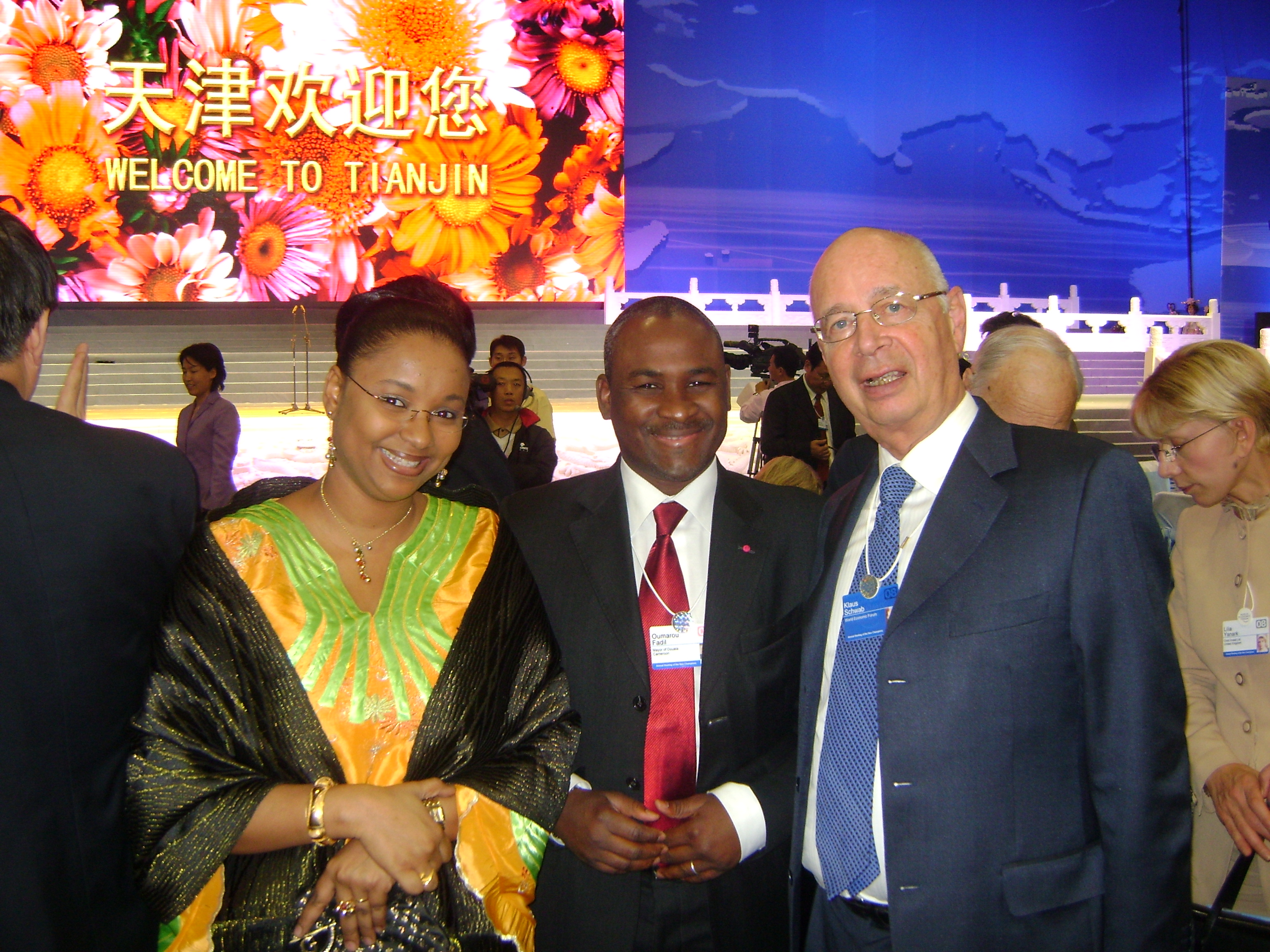
Oumarou Fadil et sa femme Hassanatou Mamadou au Forum économique mondial avec Klaus Schwab, en 2008.

## Études
Oumarou Fadil a suivi des études aux États-Unis à l'université de San Diego où il a obtenu un « Master Degree of International Business ». Hésitant entre une carrière de Trader à Wall Street ou rentrer au Cameroun, il finira par intégrer le groupe Fadil. D’abord au Complexe Chimique Camerounais ; où il occupera les fonctions de Directeur Administratif et Financier ; puis celle de Directeur Général. En tant que vice-président du groupe Fadil, il a activement contribué au développement du Complexe Chimique Camerounais.
Oumarou Fadil va rapidement imprimer sa marque au sein de cette entreprise dans la voie qui mène vers la citoyenneté et la responsabilité sociétale. Des initiatives productives qui feront du Complexe Chimique Camerounais un acteur majeur dans le domaine de la production du savon.

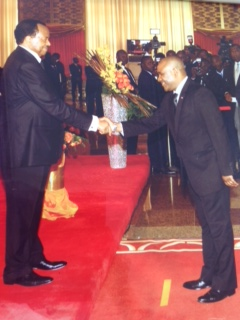
Le président du Cameroun Paul Biya avec Oumarou Fadil.

## Politique
Oumarou Fadil se lance dans la bataille municipale de 2002 et se fait élire maire de la commune de Douala 3e devenant ainsi à l’époque le plus jeune maire du Cameroun. Une victoire due en partie à son mentor en politique Pokossy Doumbé qui l’aide à être investi sur la liste RDPC des municipales de 1996.
En tant que Maire de Douala 3e, Oumarou Fadil participera à plusieurs sommets à travers le monde, et notamment au World Economic Forum en 2008 et au sommet Inde Afrique en 2012.
Oumarou Fadil a aussi activement défendu le dossier visant à renommer une artère principale de la ville de Douala en "Avenue El Hadj Fadil Abdoulaye". L'avenue porte maintenant le nom de son père, le fondateur du Groupe Fadil.
Son mandat fait l'objet de plusieurs controverses. Il n'est pas réélu en 2013.

## Les œuvres
Sur le plan de l'éducation à la faveur d’un partenariat noué avec un groupe d'écoles américaines « Montgomery County Public Schools », la Mairie de Douala 3e a reçu six cents ordinateurs destinés aux établissements scolaires de Douala 3e. Dans le même ordre d’idées, Oumarou Fadil a tenu à la mise en place du Centre de Ressource Multimédia créé en 2003 à la Mairie de Douala 3e où plus de dix mille jeunes ont déjà été formés gratuitement. Il fut inauguré à cette époque par les Ministres Louis Bapès Bapès et Haman Adama, respectivement Ministre des Enseignements Secondaires et Ministre de l’Éducation de Base, en présence de son Excellence Monsieur l’Ambassadeur des États-Unis au Cameroun Niels Marquardt.

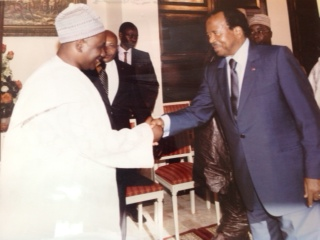

Sur le plan de la santé Monsieur le Maire a fait d’importants dons en matériels de santé au Centre de Santé de Bonadiwoto à savoir des lits, des appareils, des produits médicamenteux, visant pour la plupart à prévenir et à soigner des maladies telles que le paludisme, la typhoïde, le SIDA.
Il fait l'objet de plainte, en 2011, pour avoir pollué des sources de Douala.

## Décorations

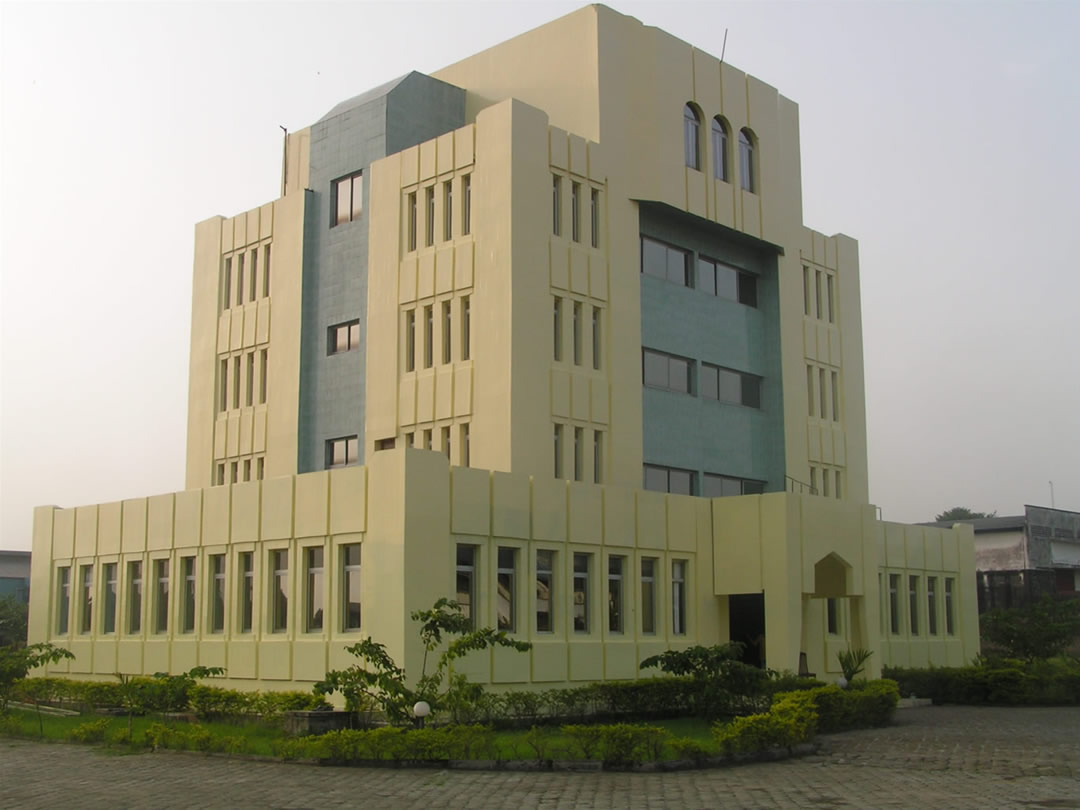
Siège du groupe Fadil à Douala.

- Commandeur de l'ordre de la Valeur